# Myliobatis freminvillii
Myliobatis freminvillii es una especie de pez de la familia Myliobatidae en el orden de los Rajiformes.

## Morfología
• Los machos pueden llegar alcanzar los 100 cm de longitud total.

## Reproducción
Es ovíparo.

## Hábitat
Es un pez de mar y de clima subtropical y bentopelágico que vive entre 0-100 m de profundidad.

## Distribución geográfica
Se encuentra en la Argentina, Aruba,  Brasil, Colombia, Curaçao, la Guayana Francesa, Guayana, México, Surinam, Trinidad y Tobago,  Uruguay, los Estados Unidos y Venezuela.

## Observaciones
Es inofensivo para los humanos